# IV Sínodo de Santiago de Chile
El IV Sínodo Diocesano de Santiago de Chile o Sínodo del obispo Humanzoro fue una reunión convocada por el obispo de Santiago Fray Diego de Humanzoro y que comenzó el 16 de enero de 1670. La fecha de cierre de esta reunión habría sido el 9 de febrero del mismo año, según consigna el propio Humanzolo en la carta enviada a la Reina de España fechada el 20 de febrero de 1670:

«A nueve del corriente acabo de celebrar la Sínodo Diocesana de este Obispado, en que había más de cincuenta años que no se celebraba Sínodo. Hase visto y aprobado, por lo que toca al Patronazgo de Vuestra Majestad, por vuestros oidores de esta real audiencia».
Carta del obispo Diego de Humanzoro a la Reina, 20 de febrero de 1670.

Su aprobación para publicación fue realizada por los oidores de la Real Audiencia de Santiago en 1670, sin embargo, el texto íntegro se mantuvo inédito debido a que, según consigna en la carta enviada a la Reina de España en 1670, no existían los fondos necesarios para realizarlo:

«Y aunque sería bien que se imprimiese, por no haber memoria de los Sínodos de este Obispado, no me atrevo a intentarlo por falta de medios, porque los posibles todos he gastado con mis pobres y en la reedificación de esta iglesia de Vuestra Majestad, que hallé demolida y hoy está casi cubierta y estará acabada en breve».
Carta del obispo Diego de Humanzoro a la Reina, 20 de febrero de 1670.

Este sínodo fue convocado en el año 1666, y aunque su contenido total se desconoce, el Cardenal Carlos Oviedo Cavada lo reconstruyó y publicó parcialmente —haciendo alusión a las referencias de los sínodos publicados durante la época colonial y otros documentos— en diversos textos a partir de las últimas décadas del siglo XX: Diego de Humanzoro 1601-1660-1676, Episcopologio Chileno 1561-1815 y El cuarto sínodo de Santiago.